# گرین‌استون (نرم‌افزار)
گرین‌استون (به زبان انگلیسی: Greenstone) یک نرم‌افزار منبع باز است که امکان ایجاد و طراحی یک کتابخانه دیجیتال در سطح ملی را به ما می‌دهد. روش نصب این نرم‌افزار به این صورت است که باید به سایت گرین استون دات او آر جی برویم و از آنجا نرم‌افزار را به صورت رایگان دانلود کنیم.
در دانشگاه اطلاعات و ارتباطات سنگاپور ارزیابیی انجام شد میان چهار نرم‌افزار کد منبع باز که امکان ایجاد و طراحی کتابخانهٔ دیجیتال را فراهم می‌کنند و نرم‌افزار گرین استون از میان آنها بیشترین امتیاز را کسب کرد.
نرم‌افزار گرین استون توسط کتابخانهٔ دیجیتال دانشگاه ویکاتو در نیوزلند و تحت مجوز رسمی GNU ارائه شد.